# Omo (detergente)

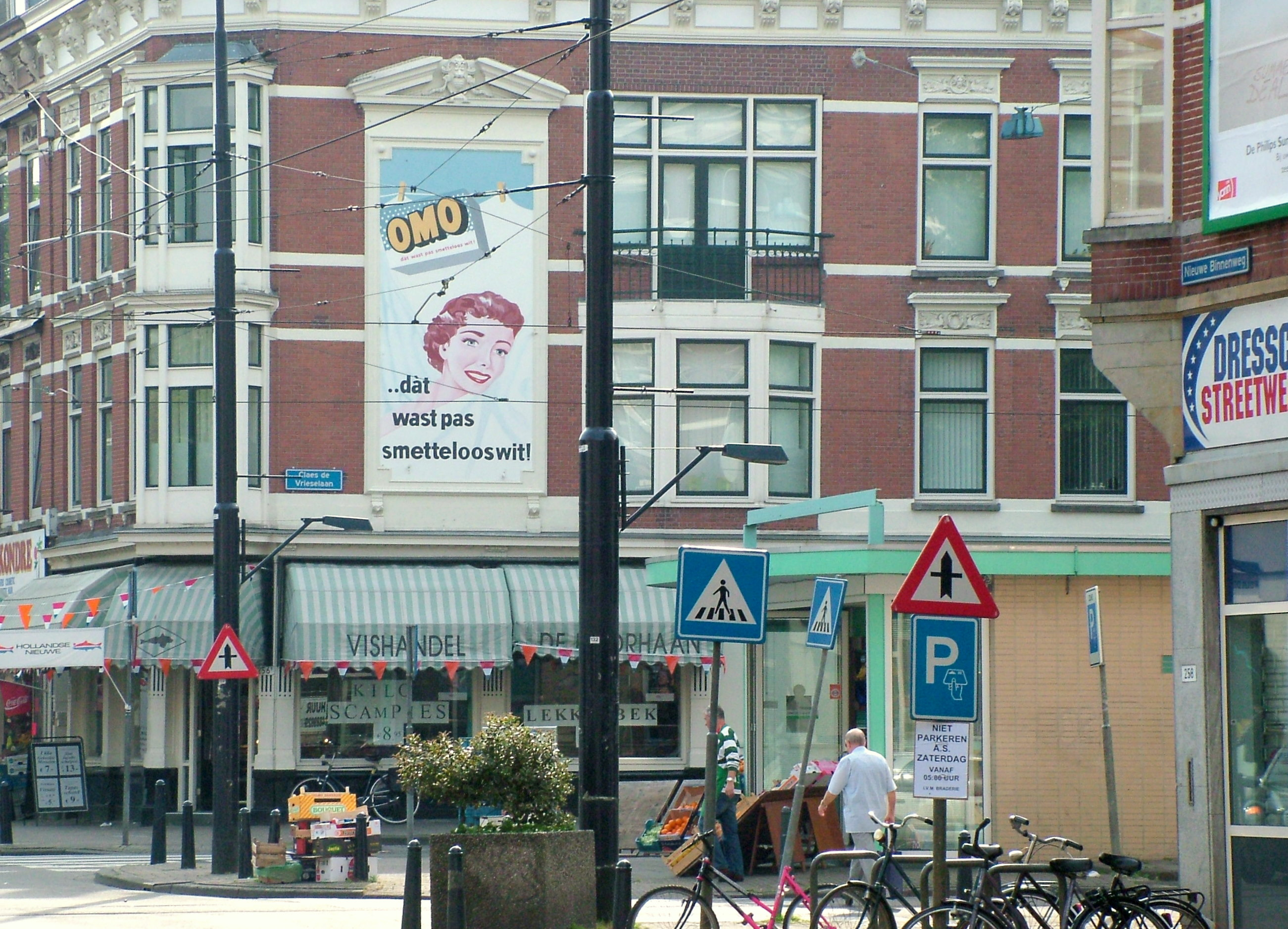
OMO en Róterdam.

Omo es el nombre de una marca de detergente de lavado fabricado por Unilever y vendido en Reino Unido, Brasil, Irlanda, Sudáfrica, Chile, Perú y muchos otros países. Se comercializa en los países anglosajones como Surf. La marca Omo fue usada cuando fue introducido en Australia y Nueva Zelanda. Surf fue introducido en 1952 tras el fracaso de Rinso (la marca anterior). Formulaciones del detergente y segmento de mercado varían de acuerdo a la región del mundo; en algunos países Unilever también mercadea el detergente Persil (pero en otros Persil es una marca Henkel).

## Mercadeo
Unilever mercadea productos detergentes a nivel internacional y usa marcas individuales en los subsegmentos de los mercados. Esta táctica también es empleada por Procter & Gamble, el principal competidor de Unilever.  
La empresa cuenta con varias marcas claves de detergentes. Su marca de excelencia en la mayoría de los mercados es Omo (lanzado en 1954). Surf usualmente es una marca secundaria.   
En el Reino Unido, Irlanda, Australia y Nueva Zelanda, Unilever tiene derechos a la marca Persil, y lo utiliza para comercializar sus productos detergentes de excelencia. La marca Omo ya no se comercializa en el Reino Unido ni Irlanda.
En Sudáfrica el producto premium de Unilever es "Skip", el producto principal es "Omo", y las marcas secundarias son "Sunlight" y "Surf". 
En España, Portugal, Francia, Grecia y Chipre inclusive se le denomina "Skip" al mismo Omo, y en Francia, Grecia y Chipre, "Omo" se utiliza como una marca secundaria, pero en Portugal se utiliza como "Surf". En el mercado francés, Unilever también tiene derechos de la marca Persil y la utiliza para el mercado una gama de detergentes sensibles y naturales. 
En Argentina y Uruguay el producto premium también es Skip, pero en Argentina el detergente Omo se le denomina "Ala" y se ha convertido en la marca de detergentes más común, en Uruguay se denomina "Nevex" siendo también uno de los más comunes. Y se utiliza como marca secundaria a Drive, que es la denominación regional del detergente Surf. 
En Ecuador al Omo se le denomina "Deja", a las marcas secundarias se le denomina "Surf" y "Radiante", y a la marca premium se le denomina "Omo", pero fue desaparecido del mercado ecuatoriano. Además, "Deja" es la marca líder de detergentes en Ecuador.
En Chile utiliza Omo como marca principal, en tanto usa como marcas secundarias, Drive y Rinso. Por su parte las marcas alternativas Skip y Surf fueron usadas también en Chile para: Skip en los ochenta para el exclusivo de lavadoras automáticas y a la vez como marca Premium de detergentes y hoy en la actualidad Skip en Chile fue homologada a Drive dejando de ser marca secundaria de detergente a marca Premium al fusionarse con Skip pero con otro nombre exclusivo para el mercado chileno y Surf como subnombre de Rinso, (Nuevo Rinso con tecnología Surf) este último considerado un detergente de menor calidad y precio y a la vez es considerado como marca popular de detergente en Chile. 
En Centroamérica, Omo se comercializa como "Xedex", las marcas secundarias son "Rinso" y "Surf" (hoy Surf Multiusos), y la marca premium es "Unox".
En Perú denomina "Omo" como marca principal, denomina "Surf" como marca secundaria, y denomina "Skip" como marca premium. Unilever tenía sus marcas anteriores de detergente en Perú, como "Opal" y "Marsella", pero fue adquirida en el año 2005 por Alicorp. En el año 2018, tras 13 años de ausencia, Unilever regresó a los detergentes en Perú con la marca premium "Skip", pero a finales del año 2019, el detergente en polvo "Skip" desapareció del mercado peruano, dejando solo el líquido. "Omo" es una marca de detergente muy popular en Perú, junto con "Surf" y próximamente habrá publicidad en 2025.
En Colombia, el Omo se llama "FAB", la marca secundaria Surf se llama "Puro", y la marca premium Skip se llama "Lavomatic".
En Australia y Nueva Zelanda, Unilever mercadea Drive como una marca premium, Omo como una marca principal, y Surf como una marca secundaria.
En India, Surf Excel es la marca premium de Unilever. Rin y Sunlight es por lo general las marcas secundarias.
En Alemania, Países Bajos, Polonia, República Checa, Eslovaquia, Hungría y Rumania, Unilever utiliza OMO como una marca premium, pero también Coral es una marca premium en Alemania, Bélgica, Suiza, Polonia, República Checa, Eslovaquia, Hungría y Rumania. En Alemania, Polonia, República Checa, Eslovaquia y Hungría, utiliza Surf como una marca secundaria, pero en Países Bajos, la marca secundaria es Sunil. En Bélgica, la marca Omo desapareció a finales de 2009. Unilever la sustituyó por la marca Coral. En Rumania, el detergente más popular es DERO (que es una abreviatura de "detergente Romanesc" - Detergente Rumano). DERO es la versión local del detergente Surf.
En Brasil y Turquía, Omo de Unilever es la marca líder absoluta de detergente para la ropa, con "Omo"  cerca de convertirse en una marca vulgarizada en este país. La marca secundaria en Brasil es "Ala", pero presente en el mercado brasileño desde 2003, "Surf", y la marca secundaria en Turquía es "Rinso".
En Filipinas, Omo se conoce como "Breeze", y las marcas secundarias es "Surf" y "Rin".
En Pakistán, Surf ha sido tan popular desde hace décadas que la palabra usada para cualquier detergente en urdu "Surf".